# النظام الغذائي في السيخية

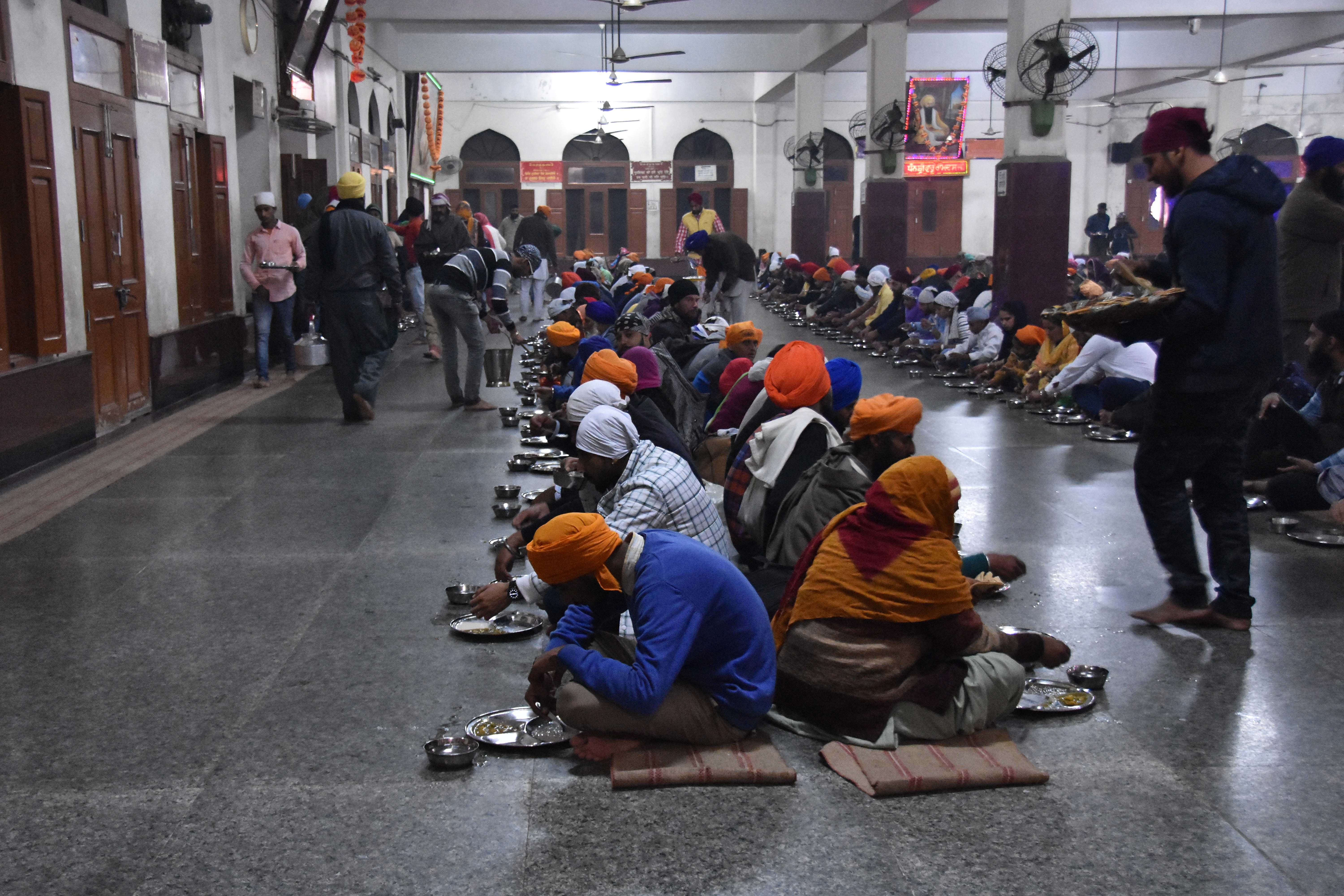
وجبة عشاء جماعية تقام في مجمع المعبد الذهبي في أمريتسار، البنجاب، شمال الهند، 20 نوفمبر 2017

يتبنى أتباع السيخية مواقف متباينة تجاه استهلاك اللحوم أو النظام النباتي. هناك وجهتا نظر بشأن «السيخ المتعمدين» أو المعروفين باسم «الأمريتدهاري» واستهلاك اللحوم. مكن للسيخ «الأمريتدهاري» تناول اللحوم. في المقابل، أتباع بعض الطوائف السيخية، مثل «أكهاند كيرتاني جاثا»، و«دامدامي تكسال»، و«نامدهاري»،  يعارضون بشدة استهلاك اللحوم والبيض.
عبّر الغورو السيخ عن تفضيلهم لنظام غذائي بسيط،  والذي قد يشمل اللحوم أو يكون نباتيًا. قال الغورو ناناك أن الإفراط في استهلاك الطعام، الذي يعكس الجشع، يؤدي إلى استنزاف موارد الأرض وبالتالي على الحياة. حتوي الكتاب المقدس للسيخ، «الغورو غرانث صاحب»، على مقاطع تشير إلى أن الجدال حول هذه المسألة هو أمر عبثي. لقد منع المعلم العاشر، الغورو جوبيند سينغ، السيخ من تناول لحوم الكوثا بناءً على اعتقاد السيخ بأن التضحية بالحيوانات باسم الله هي مجرد طقوس يجب تجنبها.
تقدم المعابد السيخية طعامًا نباتيًا فقط، ولكن السيخ غير ملزمين بأن يكونوا نباتيين. وتُجمع الآراء عمومًا على أن السيخ أحرار في اختيار النظام الغذائي الذي يناسبهم، سواء كان قائمًا على اللحوم أو نباتيًا.

## لانغار
في معابد السيخ، يقدم «لانغار الغورو» طعامًا نباتيًا صرفًا. يعود السبب إلى كون اللانغار مفتوحًا للجميع، بغض النظر عن دياناتهم أو عاداتهم الغذائية. ونظرًا لاختلاف القيود الغذائية بين الديانات، تبنى الغورو السيخيون الطعام النباتي للانغار. ومن الجدير بالذكر أنه في زمن الغورو أنغاد، كان يُقدم اللحوم في لانغار، لكن هذا تم التوقف عنه لتلبية احتياجات أتباع الفيشنوية.

## التناسخ
وفقًا للسيخية، يمكن للروح أن تمر بملايين التحولات خلال أشكال مختلفة من الحياة، مثل المعادن، والنباتات، والحيوانات، قبل أن تتجسد إنسانًا. السيخية ترى أن جميع أشكال الحياة مترابطة، ولكن الإنسان يتمتع بمكانة مميزة. وفي ضوء مفهوم الكارما، يعتبر الوجود البشري الأكثر قيمة بين أشكال الحياة، مع المساواة في القيمة بين النبات والحيوان والمعادن. لهذا السبب، لا ترى السيخية فرقًا كبيرًا بين تناول الحيوان أو النبات.

## وجهات نظر

### الغورو جرانث صاحب
وفقًا لسورجيت سينغ غاندي، فإن الكتاب المقدس للسيخ يحتوي على مقاطع تشير إلى «تجنب اللحوم كغذاء أمر غير عملي ومستحيل طالما أنهم يستخدمون الماء، لأن الماء هو مصدر كل الحياة ومبدأ الحياة الأول». أكد الغورو ناناك على ترابط جميع الكائنات الحية، مشيرًا إلى أن اللحوم تأتي من النباتات، وكل أشكال الحياة تعتمد على الماء.
أيها البانديت، لا تعرف من أين جاءت اللحوم! إنها الماء حيث نشأت الحياة، والماء هو الذي ينتج الحبوب، وقصب السكر، والقطن، وكل أشكال الحياة.— غورو جرانث صاحب 1290

### قرار أكال تخت
وفقًا لقرار حكامناما، الذي أصدره جاتهيدار سادو سينغ بهاورا بتاريخ 15 فبراير 1980 عن أكال تخت، لا يتعارض تناول اللحوم مع مدونة قواعد السلوك للسيخ. يُسمح للسيخ المتعمدين بتناول اللحوم بشرط أن تكون من نوع «جهتكا»، أي التي لم تُذبح وفق الطقوس الدينية.

#### الخلاف مع القرار
بعض الطوائف السيخية، مثل دامدامي تكسال وأكهاند كيرتاني جاثا «ونامدهاري» والغورو ناناك نيشكام سيواك جاثا و3HO، يرفضون تناول اللحوم تمامًا السبب في الخلاف مع هذا الحكم هو أن هذه الطوائف كان بها عديد الفيشنويين المتحولين إلى السيخية والذين كانوا نباتيين بشدة. بعضهم يعيد تفسير كلمة «كوثا» لتشمل كل أنواع اللحوم،  بينما في السيخية السائدة تشير الكلمة إلى اللحوم المذبوحة وفق الطقوس الإسلامية.

### سيخ ريهات ماريادا
وفقًا لقواعد السلوك السيخية أو ريهات ماريادا، فإن السيخ أحرار في اختيار تضمين اللحوم في نظامهم الغذائي أم لا.
في ريهات ماريادا، المادة الرابعة والعشرون – مراسم المعمودية أو التنشئة (صفحة 38)،  تنص على:

يجب اجتناب المخالفات الأربعة المذكورة أدناه:
1. تدنيس الشعر.
2. تناول لحم الحيوان المذبوح وفق الطريقة الحلال.
3. التعايش مع شخص آخر غير الزوج
4. استخدام التبغ.

— سيخ ريهات ماريادا
يذكر السيخ ريهات ماريادا أن السيخ لا يستطيعون تناول اللحوم الحلال، أو الكوشر.

### آراء المفكرين السيخ
أكد العديد من الباحثين والمفكرين أن السيخية لا تعتبر مسألة النباتية أو أكل اللحوم محورية في الروحانية. بعضهم يربط النباتية بالسلوك الفيشنافي الذي رفضه الغورو السيخ. آخرون يشيرون إلى أن الغورو ناناك سخر من الكهنة النباتيين المنافقين، بينما يرى آخرون أن الأمر متروك للفرد.
يُشير آي جيه سينغ إلى أنه عبر تاريخ السيخية، ظهرت العديد من الطوائف الفرعية التي تبنّت النظام النباتي. ومع ذلك، رفض الغورو السيخ هذا التوجه. يعتقد السيخ عمومًا أن النظام النباتي أو تناول اللحوم لا يُعتبران من القضايا الجوهرية في الروحانية السيخية. يربط سوريندر سينغ كوهلي بين النظام النباتي والممارسات الفيشناوية.
في سياق الحديث عن اللحوم التي كانت تُقدم في اللانغار في زمن الغورو أنغاد،  يُلاحظ جياني شير سينغ، الذي كان رئيس كهنة داربار صاحب، أن مبدأ اللاعنف كما يُمارس في بعض الديانات الأخرى لا يتوافق مع العقيدة السيخية بشكل كامل. يؤكد دبليو أوين كول وبيارا سينغ سامبي على أنه لو كان معلمو السيخ قد ركزوا بشكل كبير على مسألة النباتية، لكان ذلك قد صرف الانتباه عن التركيز الأساسي على الجوانب الروحية في السيخية.
بينما يُشير إتش إس سينغها وساتوانت كور إلى أن تناول اللحوم المذبوحة وفقًا للطقوس الدينية يُعتبر خطيئة بالنسبة للسيخ المبتدئين،  يُؤكد جي إس سيدو أيضًا على تحريم هذه الممارسة في السيخية. من جهة أخرى، يُعلّق جوربخش سينغ على مدى قبول تناول اللحوم التي لم تُذبح وفقًا للطقوس بالنسبة للسيخ.
يُعلّق سوريندر سينغ كوهلي على الاقتباس من الغورو جرانث صاحب «الحمقى يتشاجرون على الجسد»،  مُوضحًا كيف سخر الغورو ناناك من الكهنة النباتيين المُنافقين. يُشير جوبيند سينغ مانسوخاني إلى أن مسألة النباتية أو أكل اللحوم تُركت للاختيار الشخصي للفرد السيخي. يُعلّق ديفيندر سينغ تشاهال على صعوبة الفصل بين النبات والحيوان في الفلسفة السيخية. يُشير إتش إس سينغها في كتابه إلى تناول الغوروس السيخ للحوم. كما يُلاحظ خوشوانت سينغ أن معظم السيخ يأكلون اللحوم ويصف النباتيين بـ «دال خوري».

### وجهة نظر السيخ الخاركو
في أوائل عام 1987، فرض الخاركوس حظرًا على بيع واستهلاك اللحوم في البنجاب، ما أدى إلى خلوّ العديد من مناطق الإقليم منها. واجه أولئك الذين استمروا في بيع اللحوم أو تناولها خطر الموت، وعادةً ما كان تُدمر أعمالهم وقتلهم. كشف أحد الاستطلاعات عن خلوّ الطريق بين أمريتسار وفاغوارا من أي متاجر لبيع اللحوم أو التبغ. خلال ذروة هذا التشدد، أصبح معظم البنجاب خاليًا من اللحوم، حيث أزالت المطاعم المعروفة اللحوم من قوائمها ونفت تقديمها على الإطلاق. كان هذا الحظر شائعًا بين السيخ في المناطق الريفية. برر الخاركوس هذا الحظر بالقول: «لم يرتكب الآلهة الهندوس أو السيخ، على مرّ العصور، مثل هذه الأفعال. إن أكل اللحوم من فعل الراكشاسا، ولا نرغب في أن يتحول الناس إلى شياطين.»

## السلوك الغذائي التاريخي للسيخ
وفقًا لكتاب «دابستان مذهب»، لم يكن الغورو ناناك يتناول اللحوم، وكان الغورو أرجون يعتقد أن أكل اللحوم لا يتماشى مع تعاليم ناناك. يتناقض هذا مع ما ذكره آي جيه سينغ من أن الغورو ناناك تناول اللحوم في طريقه إلى كوروكشترا. تُشير السجلات الفارسية أيضًا إلى أن الغورو هارجوبيند كان يأكل اللحوم ويمارس الصيد، وهي ممارسة تبناها معظم السيخ فيما بعد.

## تجنب بعض الأطعمة من باب الاحترام
يتجنب السيخ عمومًا تناول لحوم الأبقار، وذلك لأن هذه الحيوانات تُعدّ جزءًا لا يتجزأ من سُبل عيش السيخ في المناطق الريفية، حيث تُستخدم في الزراعة والنقل. وبالمثل، قد يتجنب السيخ تناول لحم البقر عند التواجد مع الهندوس، كما يتجنبون تناول لحم الخنزير عند التواجد مع المسلمين، وذلك احترامًا لمعتقداتهم الدينية. ومع ذلك، لا يوجد في العقيدة السيخية تحريم ديني صريح لتناول لحم البقر أو لحم الخنزير.

## ساربلوه بيبك
تحافظ بعض الجماعات السيخية، مثل أخاند كيرتاني جاثا، على ممارسة «ساربلوه بيبك». يلتزم السيخ الذين يتبعون هذه الممارسة بتناول الطعام في أوانٍ وأطباق حديدية فقط.
هناك جانب رئيسي آخر لممارسة «ساربلوه بيبك» وهو اقتصار تناول الطعام على ما يُعدّه سيخ آخرون من الأمريتداريين. كما يُحرّم على السيخ الأمريتداريين تناول «جوثا» من غير الأمريتداريين.

## الملاحظات
1. ↑  أي أولئك الذين يتبعون السيخ ريهات ماريادا [الإنجليزية] - قانون السيخ الرسمي للسلوك[5]
2. ↑  بشرط ألا تكون لحم كوثا
3. ↑  القادة الروحيون للسيخية
4. ↑  أي لحوم مذبوحة طقسيًا
5. ↑  غوردوارا
6. ↑  غوردوارا

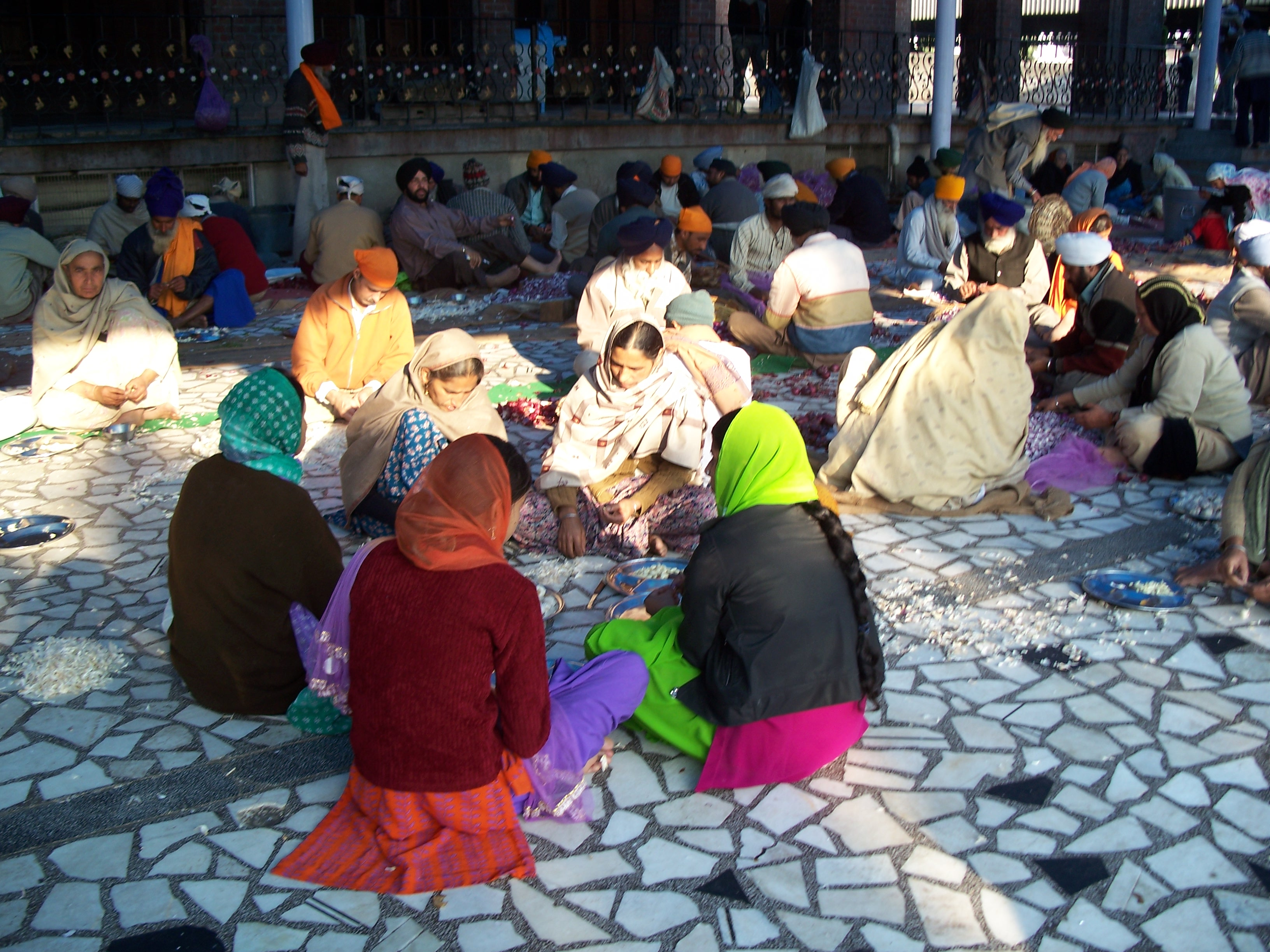
متطوعون يجهزون اللانغار في مجمع المعبد الذهبي في أمريتسار، الهند، 9 يناير 2007

7. ↑  مطبخ المجتمع الخاص بالغورو[17]
8. ↑  غورو جرانث صاحب
9. ↑  المرسوم أو التوضيح
10. ↑  رئيس الكهنة أو رئيس الرعاية
11. ↑  الهيئة المركزية للشؤون السيخية الزمنية
12. ↑  كوريهيت
13. ↑  الأمريتدهاري
14. ↑  Jhatka
15. ↑  الإسلامية
16. ↑  اليهودية
17. ↑  المطبخ المجتمعي
18. ↑  الكوثا
19. ↑  غير الكوثا
20. ↑  آكلي العدس
21. ↑  وهم مسلحون سيخ
22. ↑  الشياطين

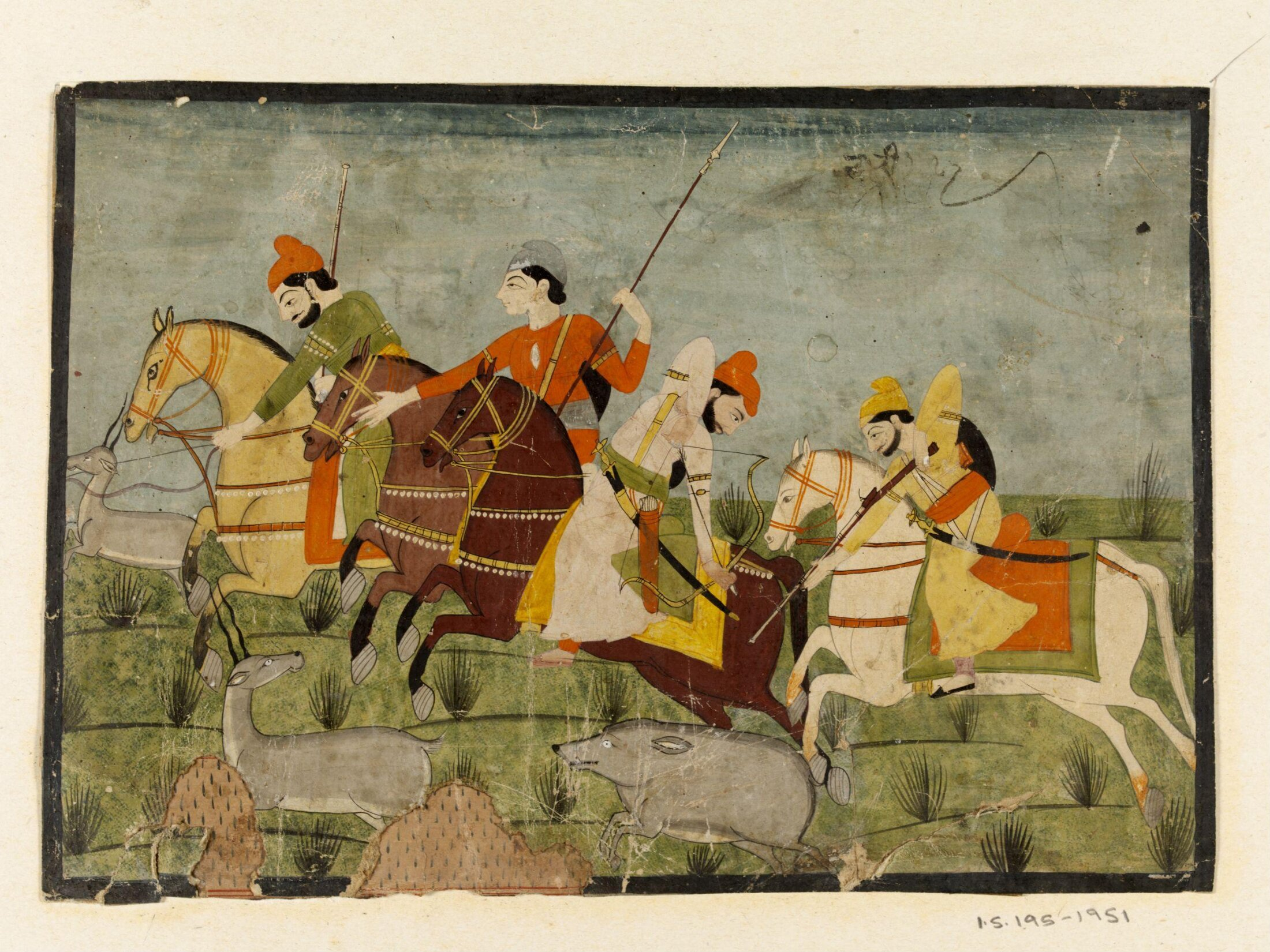
لوحة تصور فرسان السيخ وهم يصطادون الخنازير والغزلان، حوالي عام 1790

23. ↑  وهو سجل تاريخي فارسي معاصر لحياة معلمي السيخ
24. ↑  الغورو السادس
25. ↑  بما في ذلك لحم البقر والجاموس والثور
26. ↑  المُعمّدين
27. ↑  وهو الطعام الذي سبق أن تناوله شخص آخر

## الروابط الخارجية
- فيلم عن الفرق بين الحلال والجاتكا على اليوتيوب